# Networking
Networking (daraus entlehnt: deutsch Netzwerken) bedeutet den Aufbau und die Pflege von persönlichen und beruflichen Kontakten. Ziel ist ein soziales Netzwerk von Personen, die zueinander in Beziehungen stehen und sich privat, vor allem aber beruflich unterstützen, helfen oder kooperieren, ohne dass dabei Leistung und Nutzen für Dritte (wie Kunden, Unternehmen, Gesellschaft oder Staat) relevant ist.
Meist wird in der Wertigkeit ein Unterschied zwischen Kontakt und Beziehung herausgestellt. Beziehung bezeichnet eine „wechselseitige, verfestigte Interaktion“, während ein Kontakt auch einen einfachen Visitenkartenaustausch bedeuten könne.

## Begriff
Die Begriffe Network oder deutsch „Netzwerk“ sind irreführend, da sie unterschiedliche Dinge und Systeme bezeichnen. „Netzwerk“ kann im IT-Bereich ein Computer-Netzwerk bezeichnen, während ein soziales Netzwerk die Verbindung von Personen untereinander meint. Insbesondere berufliche Netzwerke können Vertrauen schaffen, indem Empfehlungen und Erfahrungen im Leben ausgetauscht werden. Durch online-communities wie Facebook, Twitter und LinkedIn ergeben sich neue zusätzliche Möglichkeiten.
Zur Definition des beruflichen Networkings wird gerne Business Networking verwendet, wobei dies beinahe automatisch die Nutzung privater Beziehungen für den Beruf ausklammert, was in der Praxis selten trennbar ist. Umgangssprachlich wird für Networking häufig auch „Vitamin B“ (B für Beziehung) verwendet. Der Begriff ist neben den Synonymen „Seilschaft“, „Klüngel“ oder „Vetternwirtschaft“ negativ konnotiert, da mit ihrer medialen Verwendung missbräuchlich betriebenes Networking oder Korruption beschrieben wird, wie beispielsweise bei der Wulff-Affäre.
Weil „Netzwerken“ vom englischen Begriff „Networking“ abgeleitet ist, also eine englische/amerikanische Tradition impliziert, gibt es Neologien, die den europäischen Ursprung der Netzwerk-Traditionen betonen: In Anlehnung an einen Passus in Connected!, einem Networking-Standardwerk von Nicholas A. Christakis und James H. Fowler, wurde der Begriff Dictyonomie (von griechisch dictyo „Netz“) eingeführt, der in der Wirtschaftswelt durch Alexander Wolf etabliert wurde. Er soll für ein europäisches, wertebasiertes Networking stehen.

## Geschichte des Networking

### Moderne Netzwerke
Netzwerke des 20. und 21. Jahrhunderts erstrecken sich über alle Bereiche der Gesellschaft und sind oft nicht klar erkennbar. Die moderne Gesellschaft ist auf unzähligen Netzwerkstrukturen aufgebaut und ist so vernetzt wie noch keine Generation zuvor. Die Wirtschaft treibt diese Vernetzung noch voran: Globalisierte Warenströme, internationale Dienstleistungen, Arbeiten in der Cloud, Social Media – alles wird dezentral in Netzwerken organisiert.

## Wirtschaft
In der freien Wirtschaft gelten Kooperationen als bestes Mittel, um seine unternehmerischen Chancen zu vergrößern. Durch Networking soll letztlich ein Kontakt geknüpft, eine Beziehung aufgebaut und das nötige Vertrauen geschaffen werden, um daraus eine Kooperation entstehen zu lassen. Die Netzwerkforscherin Martina Kauffeld-Monz hat regionale Innovationssysteme und 23 Netzwerke und deren Erfolgskonzept erforscht und erklärt „Vertrauen“ als wesentlichen Faktor fürs Networking: „Netzwerke können zur Vertrauensentwicklung ganz entscheidend beitragen.“ Studenten werden für die Jobsuche im Sinne der Employability dazu angehalten Kontakte zu knüpfen und Beziehungen zu pflegen.

### Karrierefaktor
Networking gilt als wichtiger Faktor für die Karriere. Oft wird betont, dass „es nicht unbedingt darauf ankomme, was man weiß, sondern wen man kennt.“ Studenten werden für die Jobsuche im Sinne der Employability dazu angehalten, Kontakte zu knüpfen und Beziehungen zu pflegen. Einige Studenten treten aus diesem Grund Verbindungen bzw. Burschenschaften bei. Aber auch im Job wird Networking dazu genutzt, die Karriere voranzubringen. Laut Institut für Arbeitsmarktforschung IAB werden 25 % aller Stellen aufgrund von Empfehlungen besetzt. US-amerikanische Forscher der North Carolina State University gehen sogar davon aus, dass mehr als 50 % der Deutschen schon einmal einen Job über persönliche Kontakte bekommen haben. Viele Arbeitnehmer haben dennoch Skrupel, Vitamin B für die Jobsuche zu nutzen. Es gilt aber als allgemein akzeptiert, wenn „über die Empfehlung eines Bekannten eine Stelle mit einem qualifizierten Bewerber besetzt wird.“ So empfiehlt selbst die Bundesagentur für Arbeit (BA) zur Stellensuche „die Aktivierung von Kontakten“. Networking wird in diesem Zusammenhang als Türöffner verstanden (Alexander Wolf bei der Gründerszene). „Wenn mich keiner kennt, gehen auch keine Türen auf“, sagt beispielsweise auch Gerald Uhlig-Romero, Besitzer des Kaffeehauses Einstein Unter den Linden, Treffpunkt vieler bekannter Persönlichkeiten zur Beziehungspflege.

### Cluster
Schließen sich Unternehmen, Dienstleister, Forschungseinrichtungen und Institutionen regional zusammen, spricht man im Allgemeinen von Clustern. Die Begriffe „Netzwerke“ und „Cluster“ werden hierbei oft synonym verwandt. Durch „Netzwerke oder Cluster sollen neue Produkte und Dienstleistungen schneller in den Wirtschaftskreislauf eingebracht werden.“ Die Erfolgsaussichten für die einzelnen Unternehmen innerhalb eines Clusters sind aber umstritten: „Vorteile der Verstandortung von Unternehmen im Cluster sind kaum nachweisbar: Es gibt erfolgreiche Betriebe außerhalb und erfolglose Betriebe innerhalb von Clustern.“

### Business-Clubs
Im Londoner Westend entstanden Mitte des 18. Jahrhunderts die ersten Business-Clubs moderner Prägung. Hier kamen Geschäftsmänner aus unterschiedlichen Berufsgruppen in geschlossenen Zirkeln zusammen, tauschten Informationen aus, sprachen sich ab, bahnten Kooperationen an und schmiedeten gemeinsam Pläne. Von Großbritannien aus verbreitete sich die Clubkultur über die gesamte Welt. Begünstigt durch die damals globale Verbreitung englischer Kultur entstanden im ganzen britischen Kolonialreich Clubs nach Londoner Vorbild. Neben dem Aspekt wirtschaftlicher Vorteile durch die Pflege des persönlichen Netzwerks wurde der Aspekt des "home away from home" immer wichtiger (dies ist auch heute noch das Grundkonzept vieler etablierter Business-Clubs). Die Gründungen der meisten, auch heute noch weltweit erfolgreichen, „Social“ oder Service-Clubs fallen in die Reifephase der Industrialisierung: Im beginnenden 20. Jahrhundert entstanden sowohl Rotary (1905), Kiwanis (1915), Lions (1917), Zonta (1919), Soroptimists (1921) und zahlreiche andere Gruppen. Die Freimaurer hatten „Kinder“ bekommen, die sich weniger um mythologische Hintergründe und inneres Wachstum kümmerten, sondern das alltägliche Leben in einer schnellen Welt im Blick hatten. Die heutige Clubstatistik ist beeindruckend: Es gibt weltweit circa 70.000 Clubs dieser Art mit insgesamt etwa 3 Millionen Mitgliedern, davon knapp 150.000 allein in Deutschland. Der Großteil der heute existierenden Netzwerke orientiert sich an den früheren Vorbildern und führt ihre Traditionen fort.

### Network Marketing – Empfehlungsmarketing
Network Marketing oder Multi Level Marketing (MLM) ist eine mehrstufige Form des Direktvertriebs. Beim Network Marketing verkaufen Vertriebspartner eines Unternehmens Produkte an Endverbraucher, um damit weitere Vermittler zu gewinnen. Man bezeichnet Network Marketing auch als Strukturvertrieb, Affiliate Marketing oder Empfehlungsmarketing, da die Produkte von Mensch zu Mensch weiterempfohlen werden. Es werden keine teuren Werbekampagnen durchgeführt, wie es für handelsübliche Produkte der Fall ist.

## Wissenschaft
Netzwerke und die vermeintlich richtigste oder effektivste Form des Networking werden nicht nur auf Internetportalen wie Karriere oder Absolventa diskutiert, sondern auch in zahlreichen Publikationen zum Thema. Networking hat außerdem als interdisziplinäres Fach Einzug in deutsche Universitäten genommen. Darüber hinaus sind soziale und Wirtschaftsnetzwerke Gegenstand wissenschaftlicher Untersuchung in den Bereichen Soziologie, Psychologie und Informatik.

### Netzwerkforschung
Es wird zwischen Netzwerkforschung in der Informatik, der Analyse sozialen und ökonomischer Netzwerke und der historischen Netzwerkforschung unterschieden. Die Übergänge sind jedoch fließend. Die soziale Netzwerkanalyse meint die „Untersuchung von Beziehungsstrukturen“. Dies kann laut Hennig/Stegbauer von unterschiedlichen „Warten“ aus geschehen. Einmal, indem der Einzelne ins Blickfeld rückt und dessen Beziehung zu den anderen und der anderen untereinander analysiert werden. Oder die „Erhebung gesamter Netzwerke“, wobei „Eigenschaften von Personen eine weit geringere, eher vernachlässigende Rolle“ spielen.

### Universitäten
Networking ist an deutschen Universitäten einerseits im Sinne der Netzwerkforschung Gegenstand wissenschaftlicher Untersuchungen und wird auf der anderen Seite interdisziplinär, jedoch meist an wirtschaftlich-geprägten Universitäten doziert. International wird Networking an Universitäten als obligatorischer Softskill gehandelt und wird zum Beispiel in Seminaren zu Employability oder Vertrieb gelehrt. Vor allem an Universitäten, die in Führungsnachwuchs investieren, wird großen Wert auf Networking gelegt. Die Studenten sollen hier schon während ihrer Ausbildung in ein Netzwerk für die Karriere hineinwachsen. Ein weiterer Aspekt von Networking an Universitäten bilden die Alumni-Netzwerke – Gruppen ehemaliger Studenten („Alumni“), die sich in regelmäßigen Abständen zum Networking treffen oder anderweitig miteinander in Kontakt bleiben.

## Internet
Networking kann auch online stattfinden. Über Facebook werden mittlerweile nicht mehr nur privat Kontakte geknüpft. Aber es gibt auch Communitys, die hauptsächlich professionell genutzt werden: Zum Beispiel LinkedIn (2003), XING (2003 als openBC) und Viadeo (2004). LinkedIn hat heute 80 Millionen, XING 14 Millionen und Viadeo drei Millionen Mitglieder. Der Titan dieser Revolution ist bisher Facebook (eine Milliarde Mitglieder).